# Saturno C-2
El Saturno C-2 fue el cohete inicialmente considerado (en 1960) para llevar a cabo el primer alunizaje tripulado del programa Apolo. No pasó de la fase de estudio.
Mucho menos potente que el futuro Saturno V, se habrían necesitado 15 lanzamientos de cohetes Saturno C-2 para montar una nave en órbita baja terrestre capaz de viajar hasta la Luna y aterrizar en ella.

## Especificaciones
- Carga útil: 21.500 kg a LEO (185 km de altura y 28 grados de inclinación orbital); 6800 kg a órbita de inyección translunar.
- Empuje en despegue: 6690 kN
- Masa total: 624.660 kg
- Diámetro: 6,6 m
- Longitud total: 82 m